# Jihuacuta
Jihuacuta ist eine Ortschaft im Departamento La Paz im südamerikanischen Anden-Staat Bolivien.

## Lage im Nahraum
Jihuacuta ist zentraler Ort des Kanton Jihuacuta im Municipio Caquiaviri in der Provinz Pacajes. Jihuacuta liegt auf einer Höhe von 3899 m etwa 45 Kilometer südlich des Titicacasees an einem der linken Zuflüsse zum Río Grande de Machaca, der über den Río Jacha Jahira zum Río Desaguadero fließt. Jihuacuta grenzt nach Südosten an einen Höhenrücken, der sich auf 4150 m erhebt.

## Geographie
Jihuacuta liegt zwischen den Gebirgsketten der Cordillera Oriental im Westen und der Cordillera Central im Osten in dem andinen Trockenklima des Altiplano. Die Region weist ein ausgeprägtes Tageszeitenklima auf, bei dem die täglichen Temperaturschwankungen stärker ausfallen als die mittleren jahreszeitlichen Schwankungen.
Die mittlere Durchschnittstemperatur liegt bei 7 °C (siehe Klimadiagramm Comanche), die Monatswerte schwanken nur unwesentlich zwischen 4 °C im Juni/Juli und knapp 9 °C im November/Dezember. Der mittlere Jahresniederschlag beträgt etwa 550 mm, die Monatsniederschläge liegen zwischen unter 10 mm von Mai bis Juli und bei 100 bis 150 mm im Januar und Februar.

## Verkehrsnetz
Jihuacuta liegt in einer Entfernung von 99 Straßenkilometern südwestlich von La Paz, der Hauptstadt des Departamentos.
Von La Paz führt die asphaltierte Nationalstraße Ruta 2 in westlicher Richtung nach El Alto, von dort die Ruta 19 weitere 23 Kilometer nach Südwesten bis Viacha. Hier zweigt die unbefestigte Ruta 43 in südwestlicher Richtung ab, die über Chama nach weiteren 53 Kilometern Jihuacuta erreicht und anschließend über Nazacara, San Andrés de Machaca und Santiago de Machaca bis nach Catacora an der Grenze zu Peru führt.

## Bevölkerung
Die Einwohnerzahl der Ortschaft war in den Jahrzehnten zwischen den letzten drei Volkszählungen großen Schwankungen unterworfen:
| Jahr | Einwohner | Quelle       |
| ---- | --------- | ------------ |
| 1992 | 98        | Volkszählung |
| 2001 | 169       | Volkszählung |
| 2012 | 47        | Volkszählung |
| 2024 |           | Volkszählung |

Die Region weist einen hohen Anteil an Aymara-Bevölkerung auf, im Municipio Caquiaviri sprechen 95,7 Prozent der Bevölkerung Aymara.